# Александровское сельское поселение (Костромская область)
Алекса́ндровское се́льское поселе́ние —  упразднённое муниципальное образование в составе Островского района Костромской области России. 
Административный центр — посёлок Александровское.

## История

### Основание
В 1848 году бывший крепостной Иван Распопин, сколотивший капитал на лоточной торговле в Москве, купил у местного помещика избу,  взял в оброк 11 крестьян и открыл бумажное производство: выпускал гербовую бумагу и цветной картон. Через 11 лет фабрика разрослась, для чего Распопин приобрёл у помещика кусок земли, на которой построил деревянные корпуса семи цехов и и восьми амбаров.
В конце XIX века картонная фабрика в сельце Ново-Александровском была одной из шести, действовавших в округе. В селе Покровском была фабрика московской купчихи Марьи Абрамовны Клюшиной (14 работающих), в Адищеве  — две фабрики потомственного почётного гражданина Василия Семёновича Щеколдина (28 и 162 человека), в усадьбе Каплино  Рябковской волости — новейшая фабрика русских подданных Августа и Германа Альбертовичей Генце (51 работающий), они же арендовали фабрику при деревне Инега у надворного советника Александра Александровича Толстопятова (85 работающих). На Ново-Александровской фабрике в тот же период (с Пасхи 1894 г. по Пасху 1895 г.) число рабочих мужского пола составляло — 43, женщин — 18, всего — 61, детский труд не использовался. При фабрике имелось 5 квартир для рабочих, 2 отдельные, 3 общие, в которых число проживающих колебалось от 20 до 25 чел. преимущественно семейных. Фабрика была оснащена водяным двигателем на 5 колёс и  14-сильной машиной завода Танге.
1 июля 1895 года губернское полицейское управление выдало владелице фабрики, временной кинешемской купчихе Марии Павловне Распопиной, разрешение на установку паровой машины.
В 1913 году коллектив фабрики насчитывал 117 человек. Наследник Распопина Галашин  модернизировал производство, построив кирпичные корпуса и установив новое американское оборудование для выпуска фибры.
После национализации фабрики бывший владелец остался на ней техническим директором, при нем в 1924 году была сооружена плотина и увеличен выпуск продукции. В советское время фабрика была укрупнена и модернизирована, увеличив производство фибры в десятки раз. 

### Современность
В 1990-е годы картонажную фабрику приватизировали, однако новые владельцы не смогли сохранить производство и остановили его. 170  работников были уволены.
Александровское сельское поселение образовано 30 декабря 2004 года в соответствии с Законом Костромской области № 237-ЗКО, установлены статус и границы муниципального образования.
10 декабря 2009 года в соответствии с Законом Костромской области № 549-4-ЗКО в состав Александровского сельского поселения включено упразднённое Заборское сельское поселение.
С 2013 года в помещениях заброшенной картонажной фабрики начали работать сезонные школы движения «Суть времени» под руководством Сергея Кургиняна.  ООО «Александровская слобода» декларировало восстановление производства, создание аграрного кластера полной переработки сельхозпродукции на земельной территории около 60 тыс га, создание новых рабочих мест с увеличением численности жителей района до 15 тысяч человек. При нём открыто учебное заведение «Школа высших смыслов» университетской направленности, с 15 кафедрами и программой выпуска собственных учебных пособий. 
Законом Костромской области от 16 июля 2018 года сельское поселение  было упразднено и влито в Островское сельское поселение с центром в деревне Гуляевка.

## Население
| 2008 | 2010 | 2012 | 2013 | 2014 | 2015 | 2016 | 2017 | 2018 |
| ---- | ---- | ---- | ---- | ---- | ---- | ---- | ---- | ---- |
| 1039 | ↘834 | ↘795 | ↘742 | ↗775 | ↘772 | ↘750 | ↘728 | ↘711 |

## Состав сельского поселения
| №  | Населённый пункт | Тип населённого пункта          | Население |
| -- | ---------------- | ------------------------------- | --------- |
| 1  | Александровское  | посёлок, административный центр | ↗718      |
| 2  | Берёзовка        | деревня                         | →0        |
| 3  | Вотчинка         | деревня                         | ↗20       |
| 4  | Вязовка          | деревня                         | ↘3        |
| 5  | Данильцево       | деревня                         | ↗17       |
| 6  | Заборье          | село                            | ↗264      |
| 7  | Зверниха         | деревня                         | ↗1        |
| 8  | Киленки          | деревня                         | ↗15       |
| 9  | Одинчиха         | деревня                         | →0        |
| 10 | Онопиха          | деревня                         | ↗1        |
| 11 | Осипиха          | деревня                         | →0        |
| 12 | Починок          | деревня                         | →0        |